# OpenOrienteering Mapper
OpenOrienteering Mapper (ook bekend als OOMapper of OOM) is gratis en open-source multiplatformsoftware voor cartografie ten behoeve van oriëntatielopen, het bewerken van professionele oriëntatiekaarten. De functionaliteit is vergelijkbaar met OCAD. Het programma is onderdeel van het OpenOrienteering project.